# Han gick den svåra vägen
Han gick den svåra vägen är en psalm med text skriven 1975 av Britt G Hallqvist och musik skriven 1975 av Egil Hovland.

## Publicerad som
- Den svenska psalmboken 1986 som nr 442 under rubriken "Fastan".
- Sång i Guds värld Tillägg till Svensk psalmbok för den evangelisk-lutherska kyrkan i Finland 2015 som nr 845 under rubriken "Kyrkoåret".

- Sionsharpan 1993 som nr 37 under rubriken "Kristi lidande och död".
- Psalmer och Sånger 1987 som nr 501 under rubriken "Kyrkoåret - Fastan"[1]